# Kazarka reuniońska
Kazarka reuniońska (Alopochen kervazoi) – gatunek dużego ptaka z rodziny kaczkowatych (Anatidae). Występował na wyspie Reunion, wymarł przed rokiem 1700.

## Taksonomia
Po raz pierwszy gatunek opisał Graham C. Cowles w 1994. Holotypem były szczątki subfosylne odkryte w 1974 przez Bertranda Kervazo około 1,5 km na południowy zachód od Saint-Paul na Reunionie. Kazarka reuniońska otrzymała nazwę Mascarenachen kervazoi. Obecnie (2019) Międzynarodowy Komitet Ornitologiczny umieszcza ją w rodzaju Alopochen, wraz z kazarką egipską (A. aegyptiaca) i wymarłą kazarką maurytyjską (A. mauritiana). Pierwsze historyczne stwierdzenie pochodzi z 1619, stanowi jednak lakoniczną wzmiankę o obfitości gęsi na wyspie. Szczątki subfosylne są przechowywane w zbiorach w Saint-Denis, stolicy Reunionu.

## Morfologia
Wymiary ciała oraz skrzydeł były podobne do tych u magelanek skalnych (Chloephaga hybrida: długość ciała 55–65 cm, masa ciała 2,00–2,58 kg). Dubois opisał kazarkę reuniońską jako nieco mniejszą od europejskich gęsi o identycznym upierzeniu, ale z czerwonym dziobem i nogami.

## Status
IUCN uznaje kazarkę reuniońską za gatunek wymarły (EX, Extinct). Bontekoe w 1619 odnotował na wyspie dużą liczebność nieokreślonych gęsi. Dubois w latach 1671–72 najdokładniej z ówczesnych autorów opisał wciąż żyjące na Reunionie gęsi. Wcześniej, w 1667, Martin zaobserwował intensywną trzebież i spadek liczebności gęsi na stawie Étang de Saint-Paul (obecnie jest to rezerwat przyrody rangi państwowej). Współcześnie na Reunionie nie występują dzikie gęsi. Kazarki reuniońskie musiały wymrzeć przed 1700. Prawdopodobnie główną przyczyną wymarcia był nadmierny odłów, ponadto wprowadzone drapieżniki zjadały jaja i pisklęta.